# Sugandha Kumari
Sugandha Kumari (* 2. August 1996) ist eine indische Leichtathletin, die sich auf den Mittelstreckenlauf spezialisiert hat.

## Sportliche Laufbahn
Erste internationale Erfahrungen sammelte Sugandha Kumari im Jahr 2016, als sie bei den Südasienspielen in Guwahati in 4:27,39 min den vierten Platz im 1500-Meter-Lauf belegte. Kurz darauf gewann sie bei den Hallenasienmeisterschaften in Doha in 4:29,06 min die Silbermedaille hinter der Bahrainerin Tigist Gashaw.
2015 wurde Kumari indische Meisterin im 1500-Meter-Lauf.

## Bestleistungen
- 1500 Meter: 4:24,45 min, 17. September 2015 in Kalkutta
  - 1500 Meter (Halle): 4:29,06 min, 19. Februar 2016 in Doha